# جوفيناتسو
جوفيناتسو (بالإيطالية: Giovinazzo)‏ هي بلدة وبلدية في مقاطعة باري في إقليم بوليا في جنوب إيطاليا.

## السكان
في سنة 1861 بلغ عدد السكان 8٬669 نسمة، وتطور العدد ليصل في سنة 2011 لـ 20٬433 نسمة.
يظهر هذا المخطط البياني تطور النمو السكاني لـ جوفيناتسو

## توأمة
لجوفيناتسو اتفاقيات توأمة مع:
- غاستالا